# LIVE in Tokyo
『LIVE in Tokyo』（ライブ・イン・トウキョウ）は、サディスティック・ミカ・バンドが発表した3rdライブ・アルバム。コロムビアミュージックエンタテインメントから2007年5月23日に発売された。

## 解説
木村カエラをボーカルに迎えて再々結成したサディスティック・ミカ・バンドが最新アルバム『NARKISSOS』を携えて2007年3月8日にNHKホールで行なったライブの模様を収録したアルバム。アンコールでは木村カエラ・小原礼と親交ある奥田民生がゲスト・ミュージシャンとして参加。
DISC 3はボーナス・ディスクとして1975年9月21日の神田共立講堂でのライブの音源が収録されている。過去にレコード化・CD化された音源の内、「ピクニック・ブギ」「銀河列車」は含まれていない。

## 収録曲

### Disc 1 Sadistic Mica Band LIVE In Tokyo at NHK Hall　2007/03/08
1. 墨絵の国へ
2. 黒船（嘉永6年6月2日）
3. 黒船（嘉永6年6月3日）
4. 黒船（嘉永6年6月4日）
5. 颱風歌
6. どんたく
7. 四季頌歌
8. Big-Bang,Bang!
9. Tumbleweed
10. The Last Season
11. sockernos
12. King fall

### Disc 2 Sadistic Mica Band LIVE In Tokyo at NHK Hall　2007/03/08
1. in deep hurt
2. NARKISSOS
3. Boogie Medley（サイクリング・ブギ～ピクニック・ブギ～ダンス・ハ・スンダ）
4. Sadistic Twist
5. アリエヌ共和国
6. 塀までひとっとび
7. Low Life and High Heels
8. タイムマシンにおねがい

### Disc 3 Sadistic Mika Band LIVE In Japan at Kyoritsu Kodo　1975/09/21
1. Introduction by Akikawa Lisa
2. Typhoon
3. Time Machine
4. Mada-Mada Samba
5. Funky Mah-jongg
6. Sumie
7. Something's creeping
8. Black Ship Suite
9. Hi Hi Hi

## 参加ミュージシャン

### Disc 1・2
- サディスティック・ミカ・バンド
  - 加藤和彦 - ギター・マンドリン・ボーカル
  - 高中正義 - ギター
  - 小原礼 - ベース・ボーカル
  - 高橋幸宏 - ドラムス・ボーカル
  - 木村カエラ - ボーカル

- サポート・ミュージシャン
  - 佐橋佳幸 - ギター
  - 堀江博久 - キーボード
  - 大森はじめ（東京スカパラダイスオーケストラ） - パーカッション
  - シャンティ・スナイダー - バッキング・ボーカル
  - 毛利泰士 - マニピュレーター

- スペシャル・ゲスト
  - 奥田民生 - ギター・ボーカル

### Disc 3
- サディスティック・ミカ・バンド
  - 加藤和彦 - ボーカル・ギター
  - 高橋幸宏 - ドラムス
  - 高中正義 - ギター
  - 今井裕 - キーボード
  - 後藤次利 - ベース
  - ミカ - ボーカル